# Tarlo River National Park
Tarlo River National Park är en park i Australien. Den ligger i delstaten New South Wales, i den sydöstra delen av landet, omkring 140 kilometer sydväst om delstatshuvudstaden Sydney. Arean är 81 kvadratkilometer.
Trakten runt Tarlo River National Park är nära nog obefolkad, med mindre än två invånare per kvadratkilometer.. Närmaste större samhälle är Chatsbury, omkring 11 kilometer sydväst om Tarlo River National Park. 
I omgivningarna runt Tarlo River National Park växer huvudsakligen savannskog. Genomsnittlig årsnederbörd är 1 025 millimeter. Den regnigaste månaden är februari, med i genomsnitt 186 mm nederbörd, och den torraste är juli, med 43 mm nederbörd.